# 查克·加兰
查克·加兰（英語：Chuck Garland，1898年10月29日—1971年1月28日），美国男子网球运动员。他曾联同R·诺里斯·威廉斯获得1920年温布尔登网球锦标赛男子双打冠军。